# Google Checkout
Google Checkout, ook wel Google Wallet, was een online betalingssysteem, dat door Google werd aangeboden. De gebruiker kon zijn creditcardgegevens online opslaan in zijn Google-account. Hiermee kon in verschillende webwinkels worden betaald, en het is voorlopig het enige betaalsysteem waarmee in Google Play kan worden betaald. De opvolger is Google Wallet.
De service kwam voor het eerst in Amerika beschikbaar op 28 juni 2006.
Op de site konden de transacties worden gezien, welke zijn gedaan, en de abonnementen (subscriptions) die in apps of games actief zijn. In sommige landen kon met een apparaat dat NFC ondersteunde ook worden betaald met Google Wallet door een app op de device te installeren.